# Primer Gobierno de Mólotov
El Primer Gobierno de Mólotov fue el gabinete de la Unión Soviética establecido el 18 de marzo de 1931 con Viacheslav Mólotov como jefe de Gobierno, desempeñándose como presidente del Consejo de Comisarios del Pueblo.
Finalizó el 2 de agosto de 1935, cuando el Comité Ejecutivo Central de la Unión Soviética aprobó a una nueva composición del Sovnarkom.

## Composición
| Comisario del Pueblo                             | Titular                        | Partido |
| ------------------------------------------------ | ------------------------------ | ------- |
| Presidente                                       | Viacheslav Mólotov             | PCU (b) |
| Primer Vicepresidente                            | Valerián Kúibyshev             | PCU (b) |
| Vicepresidentes                                  | Jānis Rudzutaks                | PCU (b) |
| Vicepresidentes                                  | Valerián Kúibyshev             | PCU (b) |
| Vicepresidentes                                  | Valeri Mezhlauk                | PCU (b) |
| Vicepresidentes                                  | Vlas Chubar                    | PCU (b) |
| Vicepresidentes                                  | Andréi Andréyev                | PCU (b) |
| Administrador de Asuntos                         | Platón Kérzhentsev (1931-1933) | PCU (b) |
| Administrador de Asuntos                         | Iván Miróshnikov (1933-1935)   | PCU (b) |
| Asuntos Exteriores                               | Maksim Litvínov                | PCU (b) |
| Asuntos Militares y Navales (1931-1934)          | Kliment Voroshílov             | PCU (b) |
| Defensa (1934-1935)                              | Kliment Voroshílov             | PCU (b) |
| Comercio Exterior                                | Arkadi Rozengoltz              | PCU (b) |
| Abastecimiento (1931-1934)                       | Anastás Mikoyán                | PCU (b) |
| Industria Alimentaria (1933-1935)                | Anastás Mikoyán                | PCU (b) |
| Comercio Interior                                | Izraíl Veytser                 | PCU (b) |
| Ferrocarriles                                    | Moiséi Rujimóvich (1931)       | PCU (b) |
| Ferrocarriles                                    | Andréi Andréiev (1931-1935)    | PCU (b) |
| Correos y Telégrafos (1931-1932)                 | Alekséi Rýkov                  | PCU (b) |
| Comunicaciones (1932-1935)                       | Alekséi Rýkov                  | PCU (b) |
| Consejo Supremo de Economía Nacional (1931-1932) | Sergó Ordzhonikidze            | PCU (b) |
| Industria Pesada (1932-1935)                     | Sergó Ordzhonikidze            | PCU (b) |
| Industria Forestal                               | Semión Lóbov                   | PCU (b) |
| Industria Ligera                                 | Isidoro Liubímov               | PCU (b) |
| Trabajo                                          | Antón Tsijon                   | PCU (b) |
| Inspección de Trabajadores y Campesinos          | Andréi Andréiev (1931)         | PCU (b) |
| Inspección de Trabajadores y Campesinos          | Jānis Rudzutaks (1931-1934)    | PCU (b) |
| Finanzas                                         | Grigori Grinkó                 | PCU (b) |
| Agricultura                                      | Yákov Yákovlev (1931-1934)     | PCU (b) |
| Agricultura                                      | Mijaíl Chernov (1934-1935)     | PCU (b) |
| Transporte de Agua                               | Nikolái Janson (1931-1934)     | PCU (b) |
| Transporte de Agua                               | Nikolái Pajómov (1934-1935)    | PCU (b) |
| Sovjoses Cerealísticos y Ganaderos               | Tijon Yurikin (1932-1934)      | PCU (b) |
| Sovjoses Cerealísticos y Ganaderos               | Moiséi Kalmanóvich (1934-1935) | PCU (b) |
| Asuntos Internos                                 | Guénrij Yagoda                 | PCU (b) |